# Гейкинг, Альфонс Альфонсович
Альфонс Альфонсович Гейкинг (Alphons Julius Heyking) (16. 09.1860, Митава — 19.04.1930, Дрезден) — российский дипломат, барон.

## Биография
Родился в Митаве. В 1881 году закончил земскую гимназию в городе Феллин (ныне г. Вильянди в Эстонии). В 1881 году поступил в Дерптский (Юрьевский) университет на юридический факультет, который закончил в 1895 году. В 1894 году был награждён золотой медалью. В годы учёбы в Дерптском университете вступил в студенческую корпорацию Curonia.
Начал службу в МИД в качестве дипломатического курьера (1887). C 1887 по 1890 — атташе. С 1891 по 1892 год — управляющий делами Второй экспедиции в Санкт-Петербурге. С 1892 по 1897 год — вице-консул в Неаполе. С 1897 по 1899 год — вице-консул в Берлине. С 1890 по 1908 год — консул в Ньюкасле-на-Тайне. В 1908 году — генеральный консул в Бомбее. С 1908 по 1919 — генеральный консул в Лондоне.
Умер в 1930 году в Дрездене (Германия).
Первой его работой было исследование об экстерриториальности. Большинство дальнейших его работ были посвящены консульскому праву. Наиболее важной является его работа: «Руководство для консулов».

## Сочинения
- L'Exterritorialité. Puttkammer und Mühlbrecht. 1889.
- О студенческой жизни в Дерпте. Санкт-Петербург: Типография М. М. Стасюлевича, 1891.
- Две статьи о студенческой жизни в Дерпте. Санкт-Петербург: Типография М. М. Стасюлевича, 1892.
- Краткий морской словарь на русском, немецком, латышском, шведском, английском, французском и эстонском языках = Handy-book for Seamen in the Russian, German, Lettonian, Swedish, English, Frensh and Esthonian languages / Сост. Рос. консулом в Ньюкастле на Тайне бар. Гейкинг. 190?.
- A Practical Guide for Russian Consular Officers. 1904.
  - Второе издание: A practical guide for Russian consular officers and all persons having relations with Russia 1916.
- Англия, её государственный, общественный и экономический строй: Исследования и наблюдения на Императорской Российской консульской службе. Санкт-Петербург: Типография М. М. Стасюлевича, 1909.
- Problems confronting Russia and affecting Russo-British political and economic intercourse; a retrospect & forecast (1918)
- Четверть века на Российской консульской службе, 1892-1917. Берлин. 1921.
- The main issues confronting the minorities of Latvia and Eesti (1922)
- Автор ряда статей в «Сборнике консульских донесений».